# Eduard Lange (Pomologe)

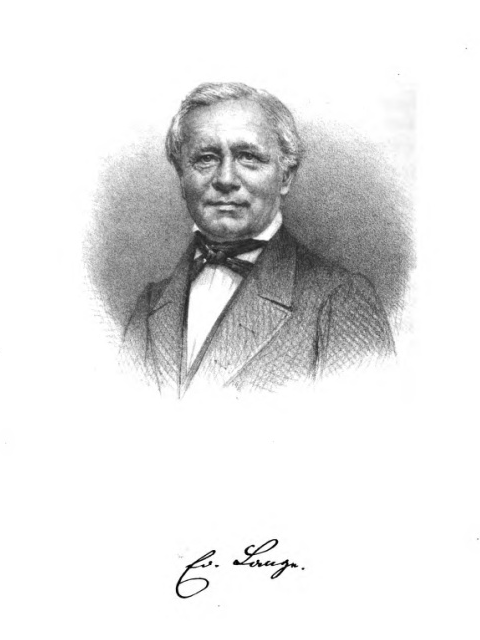
Eduard Lange, Lithographie mit Signatur (1868)

Eduard Theodor Lange (* 10. September 1803 in Reust bei Ronneburg; † 17. April 1868 in Altenburg) war ein deutscher Lehrer und Pomologe.

## Leben
Eduard Lange war der älteste Sohn des damaligen Pfarrers in Reust. Er heiratete später Antonie Besser, mit der er mindestens den Sohn Edmund Lange hatte.
Lange verbrachte seine Kindheit seit dem Jahr 1808 in Saara und besuchte ab dem Jahr 1816 das Gymnasium in Altenburg. 1822 beagb er sich nach erfolgreichem Examen an die Universität Leipzig um ein Studium der Theologie zu bestreiten. 1825 schloss er sich einer burschenschaftlichen Verbindung an und wurde infolgedessen der Universität verwiesen. Zwar wurde ihm 1827 bzw. 1828 der Wiedereintritt in sein Studium seitens der Universität Leipzig angetragen, er zog es jedoch vor, nach Altenburg zurückzukehren und sich als Privatlehrer zu verdingen. Noch im Jahr 1828 wurde er an der Universität München immatrikuliert und bestritt bis 1830 Studien der Philologie und Mathematik. Er vollendete seine Ausbildung an der Höheren Gewerbeschule in Potsdam, besuchte zusätzlich noch einige naturwissenschaftlichen Vorlesungen in Berlin.
Seinen Berufseinstieg sowie schließlich auch seine berufliche Erfüllung fand er 1832 als Hauptlehrer und Dirigent an der Kunst- und Gewerbeschule in Altenburg. Seit 1838 war er zusätzlich naturwissenschaftlich ausgerichteter Lehrer und Dirigent der Altenburger Bürgerknabenschule. Er führte zeitlebens in dieser Funktion den Titel „Professor“, noch 1865 wurde Lange durch höchstes Dekret seines Landesherrn, Herzog Joseph von Sachsen-Altenburg, das Prädikat „Schulrat“ verliehen, verbunden mit der Berufung als sitz- und stimmführendes, weltliches Mitglied des herzoglichen Konsistoriums. Hier war er vor allem im Referat über das Volksschulwesen befasst.
Lange war aktives Mitglied zahlreicher Vereine und nahm somit regen Anteil am gesellschaftlichen und sozialen Leben seiner Zeit. Besondere und vielbeachtete Aktivitäten entfaltete er jedoch als Sekretär bzw. Direktor der Pomologischen Gesellschaft zu Altenburg.

## Veröffentlichungen
- Jahresbericht über das neunzehnt Jahr des Kunst- und Handwerkers-Vereins. In: Mittheilungen aus dem Osterlande. Erster Band. Herausgegeben vom Kunst- und Handwerks-Verein, der Naturforschenden Gesellschaft, der Pomologischen Gesellschaft zu Altenburg. Schnuphase, Altenburg 1837, S. 64–76 (Digitalisat)

Beiträge in den Pomologischen Monatsheften
- Die Hebung des Obstbau’s und die Vermehrung der Obstsorten, Band 1, Heft 2, S. 49–53
- Einfache Methode Obstsorten in Umrissen zu zeichnen, Band 1, Heft 3, S. 97
- Ueber die Bepflanzung der Wege mit Obstbäumen, Band 1, Heft 3, S. 101
- Die Probe- oder Sortenbäume, Band 1, Heft 3, S. 101–102
- Erfahrungen über das Ringeln, Band 1, Heft 3, S. 102–103
- Quittenstecklinge, Band 1, Heft 4, S. 146
- Hat die Unterlage wesentlichen Einfluß auf die Güte und Schönheit der Früchte des Edelreises? Band 1, Heft 4, S. 146
- Der Führer in der Obstkunde auf botanisch-pomologischem Wege, Band 1, Heft 4, S. 151–152
- Erfahrungen und Maßregeln eines Obstbaumzüchters, Band 1, Heft 5, S. 193–196
- Ueber Obstaussaaten und deren Erfolge, Band 1, Heft 6, S. 257–259
- Pomologische Mittheilungen, Band 1, Heft 6, S. 268–271
- Beiträge zur pomologischen Systematik, Band 1, Heft 7, S. 305–308
- Zur Beseitigung der Namenverwirrung in der Pomologie, Band 1, Heft 7, S. 311–313